# Joseph von Thoma
Joseph Thoma, auch Josef Thoma, später Joseph Ritter von Thoma (* 29. Januar 1767 in Amberg; † 22. August 1849 in München), war ein deutscher Forstbeamter.

## Leben

### Familie
Joseph von Thoma war der Sohn von Christoph Adam Bernhard Thoma (1735–1793), Zöllner und Amtsgegenschreiber, und dessen Ehefrau Maria Barbara (1745–1793), Tochter des Maurermeisters Joseph Wolf aus Amberg.
Er heiratete 1791 Sabina (* 1773; † 1816), Tochter des bayerischen Hofkammerrats und Generallandesdirektionsrats Freiherr Heinrich von Heppenstein (1751–1808) und dessen Ehefrau Maria Franzisca von Heppenstein; gemeinsam hatten sie mehrere Kinder, von denen der älteste Sohn Franz Thoma (* 1798; † 1862) später Forstmeister in Rottenbuch und Kaufbeuren und Großvater des Schriftstellers Ludwig Thoma wurde.

### Werdegang
Joseph von Thoma besuchte das Gymnasium (heute: Erasmus-Gymnasium) in Amberg und studierte anschließend Rechts- und Kameralwissenschaften an der Universität Ingolstadt.
Nachdem er zur Vorbereitung einige praktische Jahre gearbeitet hatte, übernahm er 1791 die Aufgabe seines Vaters als Zöllner und Amtsgegenschreiber in Waldsassen.
1799 wurde er in die bayerische Landesdirektion als Rat nach München berufen und erhielt anfänglich die Leitung der sechsten Deputation für Maut- und Kommerzsachen, bevor er 1803, gemeinsam mit Joseph von Hazzi, in die erste Sektion der staatswirtschaftlichen Deputation versetzt wurde, deren Leitung er später übernahm. Als sich 1808 die Steuer- und Domänensektion des Staatsministeriums der Finanzen bildete, gelangte er dorthin als Oberfinanzrat. 
Nachdem der Präsident des Zentralforstkollegiums in München, Karl von Zyllnhard, verstorben war, erhielt er 1817 dessen Stelle und wurde zum Ministerialrat ernannt; 1837 erfolgte die Ernennung zum Geheimen Oberforstrat.
Nach seinem Tod folgte ihm Albert von Schultze in seinem Amt, der ihm seit 1826 als Mitarbeiter in technischen Fragen zur Seite stand.

### Berufliches Wirken
1817 übernahm Joseph von Thoma die Führung der Bayerischen Forstverwaltung. Er war zwar als Kameralist nicht für den Forstdienst speziell ausgebildet, hatte jedoch viele Erfahrungen in der landesfürstlichen Verwaltung gesammelt, die auch für die Wälder Bayerns zuständig war. In Zusammenarbeit mit Albert von Schultze entwickelte er zahlreiche Neuerungen, so unter anderem 1830 die Betriebsregelung, 1844 die Instruktionen über Vermessung, Eintheilung, Kartierung, etc. der Forsten und 1849 die Waldstandsrevision. Dazu entstanden Grundlagen für die bayerische Forstwirtschaft und -wissenschaft, die deren hohen Stand bis in die Gegenwart gewährleisten, dazu zählen die Massentafeln zur Ermittlung des Holzvorrats, die Schaffung von Forschungsprobeflächen und die Wiedergründung der Bayerischen Forstlehranstalt in Aschaffenburg im Jahre 1844 (später Forstliche Hochschule Aschaffenburg). 1821 wurde die Neugestaltung der Forstorganisation (das sogenannte Forstmeistersystem) in Angriff genommen, die zu seinem Hauptwerk wurde.
Nach der Säkularisation in Bayern fielen 1803 große Forstareale an den Staat, sodass eine den neuen Gegebenheiten entsprechende Forstorganisation nötig wurde, die dann jedoch erst nach 1818 geschaffen wurde; diese Verzögerung entstand durch das Fehlen institutioneller und verwaltungstechnischer Gegebenheiten, die erst mit der Bayerischen Verfassung von 1818 geschaffen wurden. Hierfür nahm Joseph von Thoma sich die aus Frankreich übernommene Dreiteilung der Forstverwaltung als Vorlage und diese blieb bis 1885 in Kraft und in Grundzügen bis zur Forstreform in Bayern 2005 erhalten.
1830 richtete er das Ministerial-Forsteinrichtungsbüro ein und erließ die Instruktion für Forstwirtschaftseinrichtung, die bis 1910 ihre Gültigkeit behielt. In allen Staatswaldungen Bayerns wurden nun Forsteinrichtungswerke erstellt sowie Wirtschaftsregeln für die einzelnen Waldgebiete erlassen, die nach mehreren Überarbeitungen prinzipiell bis heute Verwendung finden.

## Ehrungen und Auszeichnungen
- Joseph von Thoma erhielt 1839 das Komturkreuz des Verdienstordens vom Heiligen Michael und 1841 zu seinem 50. Dienstjubiläum das Ehrenkreuz des Bayerischen Ludwigsordens.
- Er erhielt am Tag seines Todes das Komturkreuz des Verdienstordens der Bayerischen Krone.